# Giggenhausen

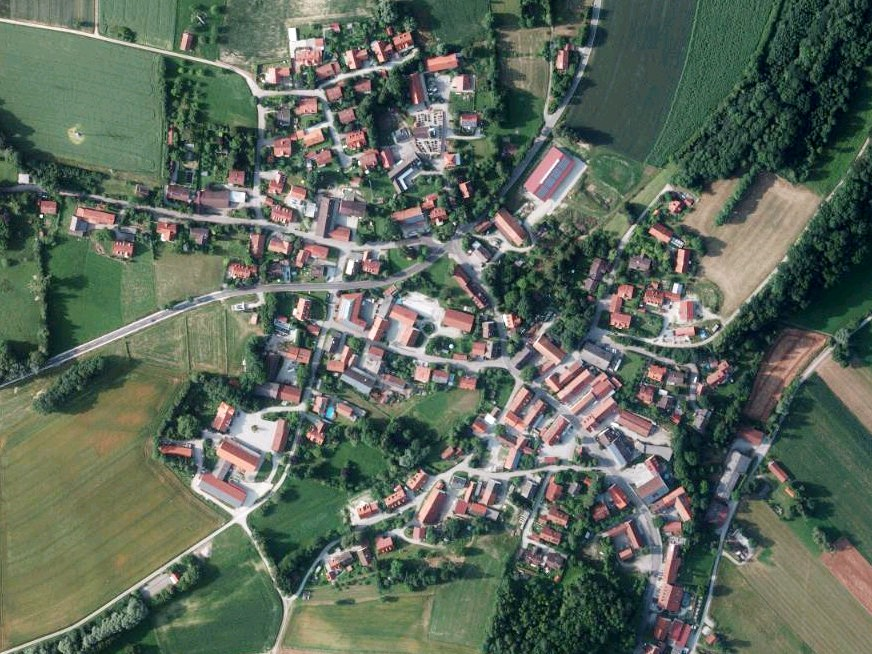
Giggenhausen

Giggenhausen ist ein Gemeindeteil und eine Gemarkung der Gemeinde Neufahrn bei Freising im Landkreis Freising (Oberbayern).

## Geographie
In unmittelbarer Umgebung des Kirchdorfes im Osten und Süden des Ortes liegt das Freisinger Moos. In nordöstlicher Richtung beginnen die Erhebungen des tertiären Hügellandes, die bis zu 511 m hoch sind. Das Giggenhausener Bächlein fließt von Westen kommend Richtung Nordosten weiter nach Freising.

## Geschichte
Ein erster Siedler namens Gueticho gab Giggenhausen (Guetichenhusen) vermutlich seinen Namen. Giggenhausen war schon zu frühesten Zeiten Pfarrsitz. Erst 1390 wurde das Gotteshaus Filialkirche der Massenhausener Pfarrei. St. Stephanus ist in der Liste der Baudenkmäler in Neufahrn bei Freising des Bayerischen Landesamtes für Denkmalpflege als im Kern spätromanische Chorturmkirche mit Langhaus beschrieben, sie wurde im 18. Jahrhundert ausgebaut.

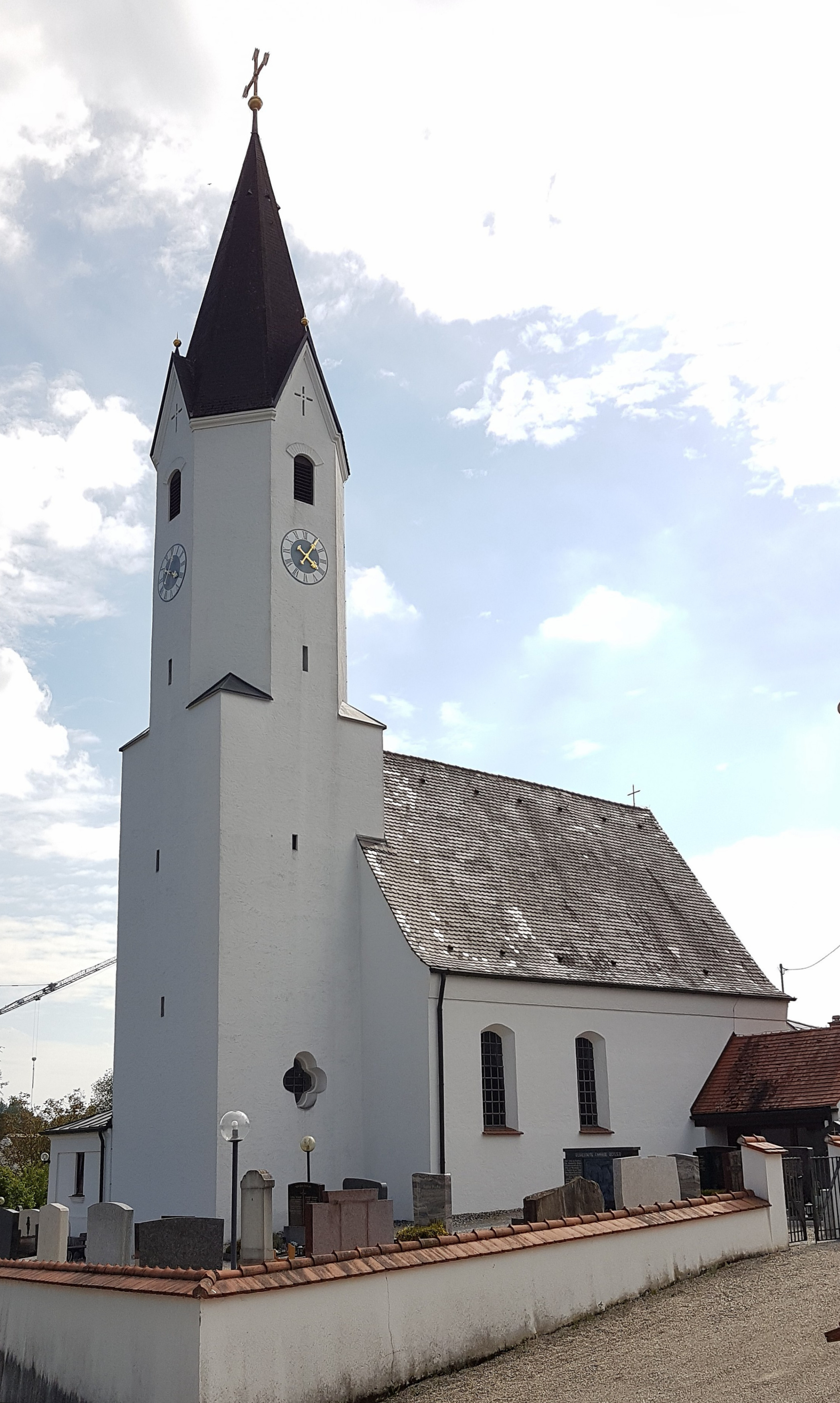
St. Stephanus (Giggenhausen)

Das Dorf hatte wie all die umliegenden Orte schwer unter den verheerenden Folgen des Dreißigjährigen Krieges zu leiden. Dem Diplomaten und Domherren Puech, der zugleich Pfarrherr in Massenhausen war, gelang es in den letzten Kriegsjahren noch schlimmeres Unheil abzuwenden. Er erwirkte Schutzbriefe, einerseits vom schwedischen Feldherrn Wrangel, andererseits vom französischen Befehlshaber Turenne, für die Ortschaften um Freising. Der Österreichische Erbfolgekrieg trieb Giggenhausen rund hundert Jahre später erneut in den Ruin. 1745 lagerten an die 22.000 Mann in den Dörfern von Daitenhausen bis Hohenbachern und im Gfild. Den Bauern blieb kaum mehr ein Stück Brot zum Essen. Schließlich setzten Napoleons durchziehende Truppen den Dörflern in der Zeit um 1805 hart zu. 
1818 wurde durch das bayerische Gemeindeedikt die Gemeinde Giggenhausen gebildet, zu der neben Giggenhausen auch Schaidenhausen und die Moosmühle gehörten. Dem gebeutelten Dorf gelang es 1837, eine eigene Schule einzurichten. Die Gemeinde kam am 1. Januar 1972 nach Massenhausen. Durch die kommunale Gebietsreform wurde Massenhausen am 1. Mai 1978 in die Gemeinde Neufahrn zwangseingegliedert.
Von 1963 bis 1992 lag zwischen Giggenhausen und Pulling der Segelflugplatz Lange Haken, der aber auf Grund der Lage in der Einflugschneise des Münchner Flughafens geschlossen werden musste.
Auf dem Gelände der ehemaligen Hawk-Raketenstellung bei Giggenhausen baute die Produktionsfirma „Amazing Film Company“ 2023 eine Filmkulisse für eine TV-Serie auf.

## Religion

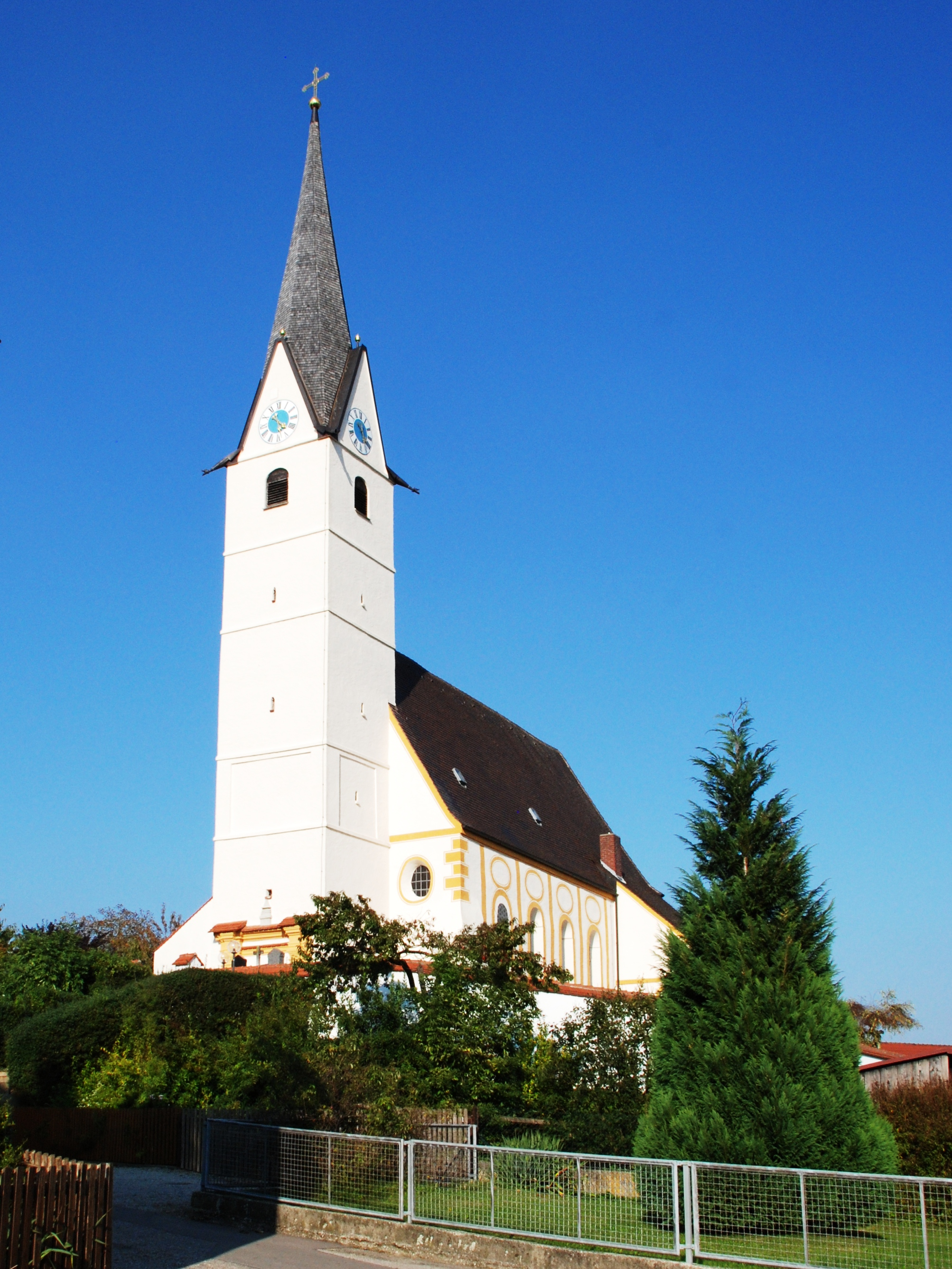
Kirche Mariä Heimsuchung in Massenhausen

Da der überwiegende Teil der Bevölkerung katholisch ist, gibt es nur eine katholische Kirche am Ort. Die Kirche ist Filialkirche der Massenhausener Pfarrei. Massenhausen gehört zum gleichnamigen Pfarrverband, zu dem auch St. Georg in Sünzhausen (Stadt Freising), St. Nikolaus in Gremertshausen (Gemeinde Kranzberg) und St. Stephanus in Fürholzen (Gemeinde Neufahrn) gehören.